# Liste der denkmalgeschützten Objekte in Wallern im Burgenland
Die Liste der denkmalgeschützten Objekte in Wallern im Burgenland enthält die 6 denkmalgeschützten, unbeweglichen Objekte der Gemeinde Wallern im Burgenland (Bezirk Neusiedl am See).

## Denkmäler
| Foto |                 | Denkmal                                                                     | Standort                                                    | Beschreibung | Metadaten |
| ---- | --------------- | --------------------------------------------------------------------------- | ----------------------------------------------------------- | --- | --- |
| ja   | Datei hochladen | Immaculatasäule HERIS-ID: 10107 Objekt-ID: 6160                             | bei Hauptstraße 12 Standort KG: Wallern im Burgenland       | Die Säule wurde laut Inschrift 1875 am Dorfanger im Stil der Neugotik errichtet. Über einem quadratischen Sockel ist ein oktogonaler, in Wimpergen endender Pfeiler. Darauf ist eine stark überarbeitete Figur einer Maria Immaculata. Der Bildstock trägt folgende Inschrift: „O Maria/ohne Sünde empfangen/bitte für uns/die wir zu dir/unsere Zuflucht/nehmen!/Ave Maria“ Rund um die Säule ist eine vierpassförmige Maßwerkbrüstung mit leicht überhöhten Eckpfeilern.                                                                    | BDA-Hist.: Q38057800 Status: § 2a Stand der BDA-Liste: 2025-06-30 Name: Immaculatasäule GstNr.: 273/2                                                           |
| ja   | Datei hochladen | Glockenturm HERIS-ID: 10105 Objekt-ID: 6158                                 | gegenüber Hauptstraße 25 Standort KG: Wallern im Burgenland | Der Glockenturm wurde 1784 am ehemaligen Anger errichtet. Der Turm ist ein dreigeschoßiger, Bau über einem quadratischen Grundriss. Darüber ist ein achteckiger Steinpyramidenhelm. Die grau gefärbte Rieselputzfassade ist durch horizontale Gesimsbänder und Ecklisenen schlicht gegliedert. Die Fenster- und Türrahmungen sind weiß verputzt. Die Schallfenster sind rundbogig, das Portal segmentbogenförmig geschlossen. Über dem Portal ist eine Nische mit einer Maria-Immaculata-Statue aus dem letzten Viertel des 18. Jahrhunderts. | BDA-Hist.: Q38057700 Status: § 2a Stand der BDA-Liste: 2025-06-30 Name: Glockenturm GstNr.: 273/1                                                               |
| ja   | Datei hochladen | Kath. Pfarrkirche hl. Matthäus HERIS-ID: 10104 Objekt-ID: 6157              | Kirchengasse 23 Standort KG: Wallern im Burgenland          | Die Kirche wurde in verschiedenen Bauphasen im 18., 19. und 20. Jahrhundert errichtet. Trotz Vereinheitlichung im Stil des Barocks hat das Gebäude eine heterogene Ausstrahlung, bedingt durch unterschiedlich proportionierte Baukörper. Das Langhaus ist hoch und voluminös, die Seitenkapelle breit gelagert und niedrig. Der Kirchturm ist schlank ausgeführt. | BDA-Hist.: Q23689797 Status: § 2a Stand der BDA-Liste: 2025-06-30 Name: Kath. Pfarrkirche hl. Matthäus GstNr.: 708 Saint Matthew Church (Wallern im Burgenland) |
| ja   | Datei hochladen | Dreifaltigkeitssäule HERIS-ID: 10102 Objekt-ID: 6155                        | Pamhagenerstraße 36, bei Standort KG: Wallern im Burgenland | Die Dreifaltigkeitssäule ist ein sich nach oben verjüngender Pfeiler mit abgefasten Kanten, der auf einem hohen, quadratischen Sockel steht, der gefeldert ist. Über dem toskanischen Kapitell steht eine Dreifaltigkeitsgruppe in Form eines Gnadenstuhls. Der Stein ist geschlämmt. Der Bildstock wurde 1988 restauriert. | BDA-Hist.: Q38057579 Status: Bescheid Stand der BDA-Liste: 2025-06-30 Name: Dreifaltigkeitssäule GstNr.: 711/2                                                  |
| ja   | Datei hochladen | Marienkrönungssäule HERIS-ID: 10103 Objekt-ID: 6156                         | bei Wassergasse 1 Standort KG: Wallern im Burgenland        | Im Vorgarten des Pfarrhofes steht eine korinthische Säule mit würfelförmigem Sockel. Das Kapitell und die Figurengruppe sind aus einem Stein gemeißelt. Der Stein ist geschlämmt und sowohl Taube als auch die Krone vergoldet. | BDA-Hist.: Q38057629 Status: § 2a Stand der BDA-Liste: 2025-06-30 Name: Marienkrönungssäule GstNr.: 541                                                         |
| ja   | Datei hochladen | Toskanische Säule hll. Wendelin u. Leonhard HERIS-ID: 10106 Objekt-ID: 6159 | Standort KG: Wallern im Burgenland                          | Der Bildstock ist eine toskanische Säule auf einem hohen quadratischen Sockel von 1802. Zwischen dem Schaftring und der Perlenschnur ist Rosettendekor. Der Echinus ist von einem Eierstab umkleidet. Über dem Abakus ist ein hoher, gebälkartiger Aufsatz mit einem würfelförmigen Architrav, Zahnschnitt und weit ausladendem Kranzgesims. Darauf stehen zwei Figuren der beiden Schutzpatrone des Viehs, des heiligen Wendelins und des heiligen Leonhards.                                                                                | BDA-Hist.: Q38057730 Status: Bescheid Stand der BDA-Liste: 2025-06-30 Name: Toskanische Säule hll. Wendelin u. Leonhard GstNr.: 1319                            |